# Canidia turnbowi
Canidia turnbowi là một loài bọ cánh cứng trong họ Cerambycidae.